# Dorris
Dorris é uma cidade localizada no estado americano da Califórnia, no Condado de Siskiyou. Foi incorporada em 23 de dezembro de 1908.

## Geografia
De acordo com o United States Census Bureau, a cidade tem uma área de 1,9 km², onde 1,8 km² estão cobertos por terra e 0,1 km² por água.

### Localidades na vizinhança
O diagrama seguinte representa as localidades num raio de 40 km ao redor de Dorris. 

## Demografia
Segundo o censo nacional de 2010, a sua população é de 939 habitantes e sua densidade populacional é de 517,93 hab/km². Possui 414 residências, que resulta em uma densidade de 228,35 residências/km².